# فيليب أرونسون
فيليب أرونسون وُلد في 1967 بنيويورك، وهو كاتب، ناقد أدبي، ناشر، مترجم فرنسي.